# Mahavamsa
Mahavamsa ("Den stora krönikan"), är ett sydbuddistiskt epos på pali, sannolikt författat på 400-talet e.Kr.
Mahavamsa avhandlar med utgångspunkt från Buddhas liv och buddhismens överflyttning till Ceylon ön och den ceylonesiska buddhismens historia fram till omkring 300 e.Kr. Mahavamsa vilar på nu helt förlorade singalesiska källor och är av stor vikt för kunskapen om den äldsta singalesiska litteraturtraditionen.
Den har senare omarbetats för att följa Ceylons utveckling fram till britternas ankomst 1815. Den ursprunglige författarens uppges ha varit att omvandla en äldre krönika Dipavamsa till ett konstepos. Det senare tillägget brukar ses som ett eget verk under namnet Culavamsa.